# 眼斑刘树蛙
眼斑刘树蛙（学名：Liuixalus ocellatus）为树蛙科刘树蛙属的两栖动物。在中国大陆，分布于海南、广东等地。

## 形态特征
眼斑刘树蛙体型小，雄蛙体长17～19毫米，雌蛙18～20毫米。身体背部皮肤较光滑，散有疣粒，腹面满布扁平疣，咽喉都疣较少。背面颜色变异颇大，多为棕黄色、棕褐色或棕黑色；四肢具1～3条横纹；腹面浅紫色具褐色细点，腹中部浅绿色。

## 保护
本种于2023年被收录入《有重要生态、科学、社会价值的陆生野生动物名录》。